# جيمس بي. سبنسر
جيمس بي. سبنسر (بالإنجليزية: James B. Spencer)‏ هو قاضي ومحامي وسياسي أمريكي، ولد في 26 أبريل 1781 في الولايات المتحدة، وتوفي في 26 مارس 1848 في فورت كوفينغتون في الولايات المتحدة. حزبياً، نشط في الحزب الديمقراطي. وقد انتخب عضو جمعية ولاية نيويورك وانتخب عضو مجلس النواب الأمريكي.